# Star (Carolina do Norte)
Star é uma cidade  localizada no estado norte-americano de Carolina do Norte, no Condado de Montgomery.

## Demografia
Segundo o censo norte-americano de 2000, a sua população era de 807 habitantes.
Em 2006, foi estimada uma população de 814, um aumento de 7 (0.9%).

## Geografia
De acordo com o United States Census Bureau tem uma área de
3,1 km², dos quais 3,1 km² cobertos por terra e 0,0 km² cobertos por água. Star localiza-se a aproximadamente 167 m acima do nível do mar.

## Localidades na vizinhança
O diagrama seguinte representa as localidades num raio de 20 km ao redor de Star.